# Baltic Sail

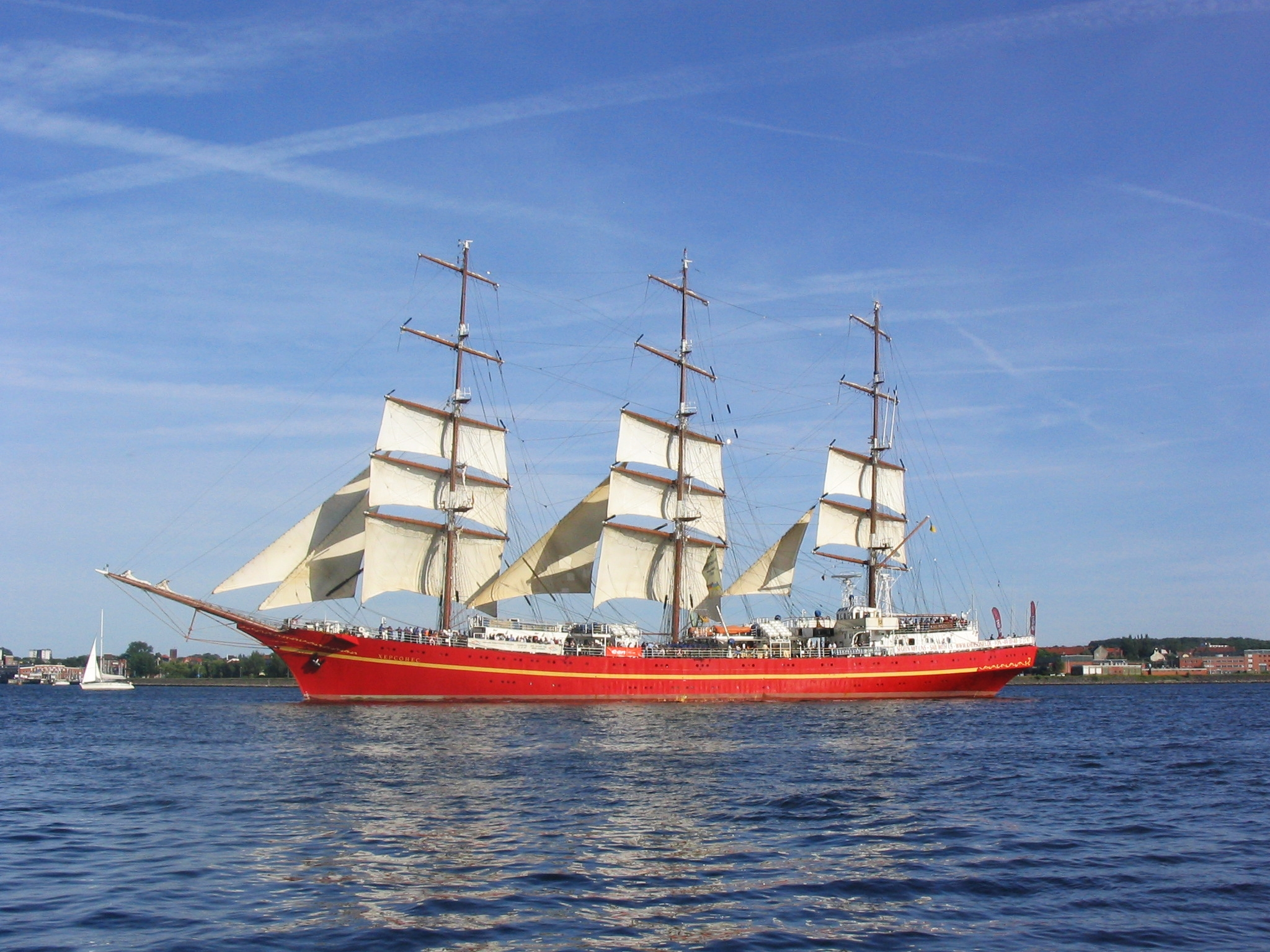
Die Khersones 2005

Die Baltic Sail ist eine Segelveranstaltung für Traditionssegler, Museumsschiffe und Großsegler, welche die Windjammer jedes Jahr im Sommer rund um die Ostsee von Hafen zu Hafen führt. Dabei werden die Ostseeanrainerstädte Rostock (als Hanse Sail), Sassnitz (als Sail Sassnitz), Lübeck-Travemünde, Danzig, Karlskrona, Helsingør, Halmstad und Klaipėda angesteuert. Die Baltic Sail findet seit 1996 statt.